# Мак, Хелен
Хелен Мак (англ. Helen Mack, урождённая Хелен Макдугалл (англ. Helen McDougall), 12 ноября 1913 — 13 августа 1986) — американская актриса.

## Биография
Родилась в Иллинойсе в семье парикмахера. Её актёрская карьера началась, когда она ещё была ребёнком, с участия в водевилях на Бродвее, а затем последовали и первые роли в немых фильмах. В начале 1930-х годов она подписала контракт со студией «Fox Film» и стала получать уже более крупные и серьёзные роли.
На протяжении всего десятилетия Хелен Мак активно снималась в Голливуде, сыграв в таких картинах, как «Безмолвный свидетель» (1932), «Пока Париж спит» (1932), «Сын Конга» (1933), «Поцелуй и накрась губы» (1934), «Она» (1935), «Млечный Путь» (1936) и «Его девушка Пятница» (1940). Последующие годы Мак почти не снималась, работая на радио и телевидении в качестве продюсера, режиссёра и сценариста.
Хелен Мак дважды была замужем. От своего первого супруга Чарльза Ирвина, с которым она была в браке с 1935 года до развода в 1938 году, она родила сына. От второго мужа Томаса Макэвити, за которого она вышла в 1940 году, она также родила сына. Её второй брак продлился до смерти Макэвити в 1974 году. Сама актриса умерла от рака в 1986 году в Беверли-Хиллз в возрасте 72 лет. За её вклад в кинематограф Хелен Мак удостоена звезды на голливудской «Аллее славы».